# 蔡文 (嘉靖進士)
蔡文（1517年—1581年），字孚中，號敬齋，福建漳州府南靖縣民籍，龍溪縣人，明朝政治人物。

## 生平
嘉靖二十五年（1546年）丙午科福建鄉試第四十五名舉人。嘉靖二十六年（1547年）中式丁未科會試第一百十三名，登第二甲第四十四名進士。二十八年十月由庶吉士改兵部職方司主事，改兵部主事，歷升本部员外郎、郎中，出为廣西參議、副使、江西右參政，隆慶元年（1567年）十月升浙江按察使，三年四月升河南右布政，六月轉貴州左布政，六年二月陞至都察院右副都御史巡抚贵州等处提督军务，萬曆二年（1574年）因母喪致仕歸，九年卒，年六十五歲。

## 家族
曾祖蔡永言；祖父蔡弘；父蔡德流，母嚴氏。具庆下。兄蔡宜，省祭官；弟蔡懷。子大纶、大经。